# Kaeng som
Kaeng som o gaeng som in thailandese แกงส้ม, letteralmente "curry aspro" o "curry arancione"; pronuncia IPA kɛ̄ːŋ sôm), noto in Malaysia con il nome Asam rebus è un curry o una zuppa aspra e leggermente piccante di pesce con verdure popolare in Thailandia, Laos e Malaysia. Reso aspro dal tamarindo (in thailandese มะขาม, makham), il piatto viene addolcito con zucchero di palma (in thailandese น้ำตาลปี๊บ, namtan pip). Molto popolare tra i locali, non è invece molto apprezzato dai turisti e all'estero. È una pietanza economica, facile da preparare e salutare, grazie alle prorietà medicinali delle spezie usate.

## Storia
Il piatto ha le sue origini nel "Kaeng ngao ngod", una zuppa che risale al periodo di Ayutthaya (1350-1767), rielaborata con la zuppa portoghese cucinata da Maria Guyomar de Pinha, una cuoca di origine giapponese-portoghese-bengalese che aveva mansioni di chef nelle cucine di re Narai.

## Preparazione

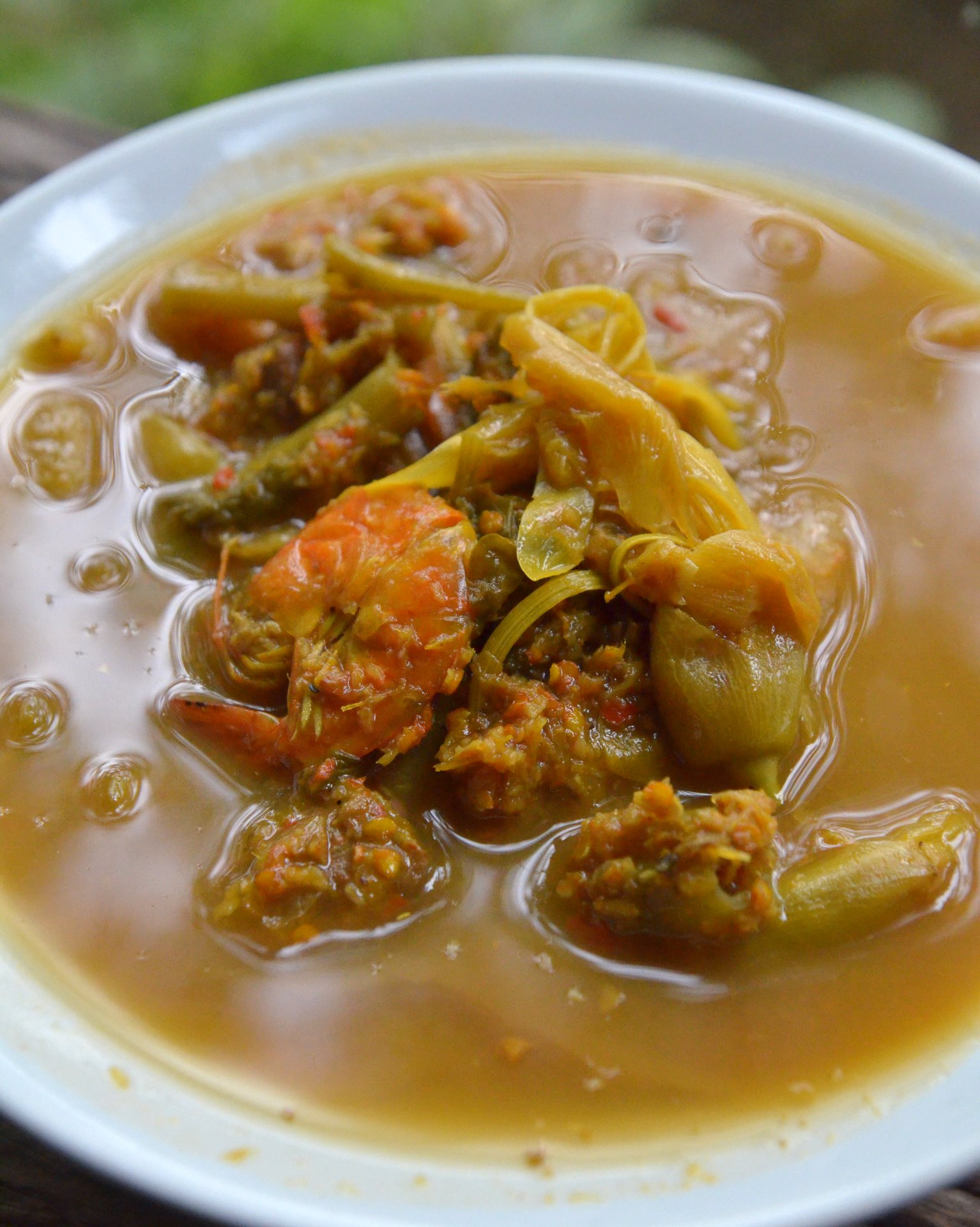
Kaeng som kung dok khae, versione con gamberetti e dok khae, fiori di Sesbania grandiflora

### Pesto
Il pesto usato per questa pietanza, noto in Thailandia come nam phrik kaeng som si prepara pestando in un mortaio pasta di gamberetti, polpa di pesce, scalogno, peperoncino rosso secco e sale fino a quando i semi di peperoncino restano polverizzati. Il pesto si trova anche già pronto e confezionato in commercio.

### Ingredienti principali
Il kaeng som viene cucinato in brodo di pesce, fatto con la lisca del pesce. L'ingrediente principale è di solito la polpa di un pesce d'acqua dolce, come la trota, il pesce gatto o i pesci della famiglia Channidae, meno frequentemente si usano gamberetti o uova di pesce. Anche le verdure da scegliere possono essere varie e comprendono i dok kae (baccelli di Sesbania grandiflora), buccia di anguria, germoglio di bambú, papaya acerba, daikon, cavolo cinese, cavolfiore, baccelli di Vigna unguiculata e moringa oleifera, bella di giorno, carote, zucchine ecc. Per ottenere un piatto più dolce può essere usato l'ananas. Tra le verdure tradizionali thai, vengono utilizzate la Ipomoea aquatica (phak bung) e la Neptunia oleracea (phak krachet). I thailandesi lo preparano di solito con verdure cresciute nelle vicinanze. Non viene usata la carne di altri animali che non siano pesci o frutti di mare, né vegetali che contengono troppo amido e, al contrario di altri curry thailandesi, per il kaeng som non si usa la crema di cocco.

### Cottura
Si fa inizialmente scaldare il brodo in una pentola, quando bolle si mette il pesto e dopo che se ne sente l'aroma si aggiunge la polpa di tamarindo. Si procede quindi mettendo gli aromatizzanti pasta di tamarindo, zucchero di palma, succo di limetta e salsa di pesce. Subito dopo si aggiungono i vegetali scelti, avendo cura di mettere per primi quelli che richiedono tempi di cottura più lunghi. Per ultimo va messo il pesce o i frutti di mare scelti.

## Servizio in tavola
Il kaeng som si accompagna bene con diversi altri piatti, ma mai con la tom yam, e viene di solito portato in tavola con del riso servito separatamente.

## Varianti

### Thailandia

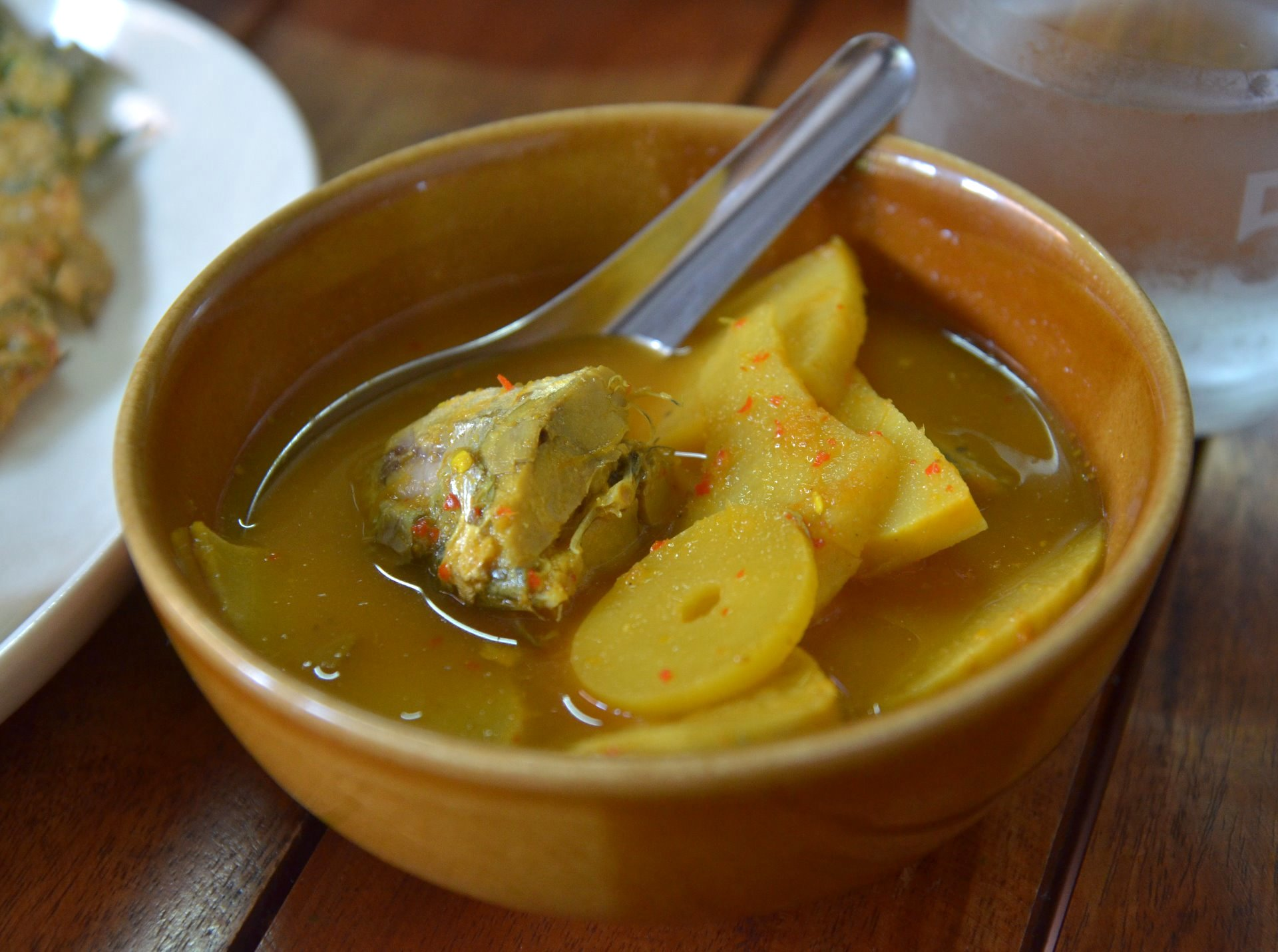
Kaeng lueang pla / kaeng som pla della Thailandia del Sud

Quando viene preparato nei ristoranti o nelle bancarelle di strada thailandesi, il kaeng som risulta di solito più brodoso di quello preparato nelle case. Esistono svariate ricette per la preparazione del kaeng som, quelle della Thailandia Centrale sono di solito più dolci mentre quelle della Thailandia del Sud sono più piccanti, aspre e salate, nonché più saporite per l'aggiunta di curcuma. Il piatto viene chiamato kaeng som anche in Thailandia del Sud ma è quindi abbastanza diverso da quello preparato in altre aree e in Thailandia centrale il kaeng som del sud viene chiamato kaeng luang, letteralmente curry giallo, per il colore conferito dalla curcuma, e non va confuso con il curry giallo, che i thailandesi chiamano kaeng kari (curry alla polvere di curry). Per i kaeng som cucinati nel sud si usa di solito un tipo di tamarindo diverso (makham khaek), una maggiore dose di peperoncino e non si usa zucchero.
Nella provincia di Chonburi si prepara una versione di kaeng som con melanzane Solanum aculeatissimum (in thailandese มะเขือเปราะ, makhuea pro) e con l'aggiunta di combava per rendere aspro il piatto. Una variante della provincia di Prachuap Khiri Khan prevede l'utilizzo di peperoncini freschi e di basilico sacro (in thailandese กะเพรา, kaphrao).

### Malaysia
Nello stato malese di Kelantan, situato ai confini con la Thailandia, si prepara il piatto thai-kelantanese chiamato kaeng som no mai dong, versione di kaeng som con bambù in salamoia.

### Laos
Anche in Laos il piatto prende il nome kaeng som (ແກງສົ້ມ) ma ha ingredienti diversi; una delle versioni prevede l'uso del maiale, mentre un'altra versione chiamata kaeng som pla è una zuppa di pesce con citronella e funghi.

### Singapore
A Singapore si trova una versione chiamata kaeng som kai wan con il pollo invece del pesce.